# Arthur Fadden
Arthur Fadden (ur. 13 kwietnia 1894 w Ingham w Queenslandzie, zm. 21 kwietnia 1973 w Brisbane) – australijski polityk Partii Wiejskiej, 13. premier Australii, wielokrotny minister, poseł z okręgu McPherson.